# ديفيد كاتلر
ديفيد كاتلر (بالإنجليزية: David Cutler) هو اقتصادي أمريكي، ولد في 1965 في كليفلاند في الولايات المتحدة.